# Łamignat
Łamignat – zbój, mąż Jagi (czarownicy), postać z serii komiksowej Kajko i Kokosz autorstwa Janusza Christy. Jak sam o sobie mówił, zabierał bogatym i dawał biednym.
Postać zbója Łamignata po raz pierwszy ukazała się w gazecie „Wieczór Wybrzeża” w latach 1974–1975. W wersji albumowej dopiero w latach 1987–1988 w komiksach Woje Mirmiła i Rozprawa z Dajmiechem, które dziś tworzą jeden album Woje Mirmiła wydany przez Egmont w trzech tomach.
Był bardzo silny (Kokosz nie może znieść tego, że ludzie mówią, że Łamignat jest silniejszy od niego), potrafi jedną ręką położyć dzika, nosi ze sobą fujarkę, którą dostał od żony (ponoć dodaje mu ona siły, lecz w rzeczywistości nie ma żadnych magicznych właściwości), i wielką maczugę. Rabując bogatych, często zostawia ich w samej bieliźnie. Ulubionym jego powiedzonkiem jest „Lelum Polelum”. Jaga ratuje go spod topora kata, wkładając mu pradawnym zwyczajem na głowę chustę i biorąc go za męża. Pomagał mieszkańcom Mirmiłowa w walce z wrogami. Początkowo miał być grubszy, brodaty i używający cepa, jednak Christa zrezygnował z takiego wizerunku Łamignata.
W serii Nowe przygody pojawiły się solowe przygody Zbója Łamignata, których autorami są Piotr Bednarczyk i Maciej Kur. W serialu animowanym Kajko i Kokosz produkcji Netflixa głosu użyczył mu Jan Aleksandrowicz-Krasko.
Poza komiksami o Kajku i Kokoszu postać została wykorzystana w grze komputerowej Go All Out!.

## Komiksy z serii, w których występuje Łamignat
- Woje Mirmiła
- Szkoła latania
- Wielki turniej
- Na wczasach
- Koncert Kaprala (krótka historia, znajduje się w antologii Urodziny Milusia)
- Srebrny Denar (krótka historia, znajduje się w antologii Urodziny Milusia)
- Skarby Mirmiła
- Festiwal czarownic
- Dzień Śmiechały
- W krainie borostworów
- Mirmił w opałach
- Szkoła Zbójowania (solowa historia o Łamignacie, znajduje się w antologii Obłęd Hegemona)
- Łamignat Straszliwy
- Królewska Konna
- Zaćmienie o zmierzchu

W Cudownym leku jest tylko wspominany.